# Snakes on a Plane: The Album

Snakes on a Plane: The Album är soundtracket till filmen Snakes on a Plane, släppt den 15 augusti 2006.

## Låtlista
| Nr  | Titel                                                                 | Version                                 | Artister                   |
| --- | --------------------------------------------------------------------- | --------------------------------------- | -------------------------- |
| 1.  | "Snakes on a Plane (Bring It)"                                        | Album                                   | Cobra Starship             |
| 2.  | "The Only Difference Between Martyrdom and Suicide Is Press Coverage" | Tommie Sunshine Brooklyn Fire Remix     | Panic! At the Disco        |
| 3.  | "Black Mamba"                                                         | Teddybears Remix                        | The Academy Is...          |
| 4.  | "Ophidiophobia"                                                       | Album                                   | Cee-Lo Green               |
| 5.  | "Can't Take It"                                                       | El Camino Prom Wagon Remix              | The All-American Rejects   |
| 6.  | "Queen of Apology"                                                    | Patrick Stump Remix                     | The Sounds                 |
| 7.  | "Of All the Gin Joints in All the World"                              | Tommie Sunshine's Brooklyn Fire Retouch | Fall Out Boy               |
| 8.  | "New Friend Request"                                                  | Hi-Tek Remix                            | Gym Class Heroes           |
| 9.  | "Around the Horn"                                                     | Louis XIV Remix                         | The Bronx                  |
| 10. | "Remember to Feel Real"                                               | Machine Shop Remix                      | Armor for Sleep            |
| 11. | "Wine Red"                                                            | Tommie Sunshine's Brooklyn Fire Retouch | The Hush Sound             |
| 12. | "Bruised"                                                             | Remix                                   | Jack's Mannequin           |
| 13. | "Wake Up"                                                             | Acoustic                                | Coheed and Cambria         |
| 14. | "Lovely Day"                                                          | Album                                   | Donavon Frankenreiter      |
| 15. | "Hey Now Now"                                                         | Album                                   | Michael Franti & Spearhead |
| 16. | "Snakes on a Plane - The Theme"                                       | Score                                   | Trevor Rabin               |